# Death on the Road
Death on the Road é o nono álbum ao vivo da banda britânica de heavy metal Iron Maiden, lançado em 2005, que conta com seus grandes sucessos. Foi lançado em 29 de agosto de 2005, em CD e vinil, e em 6 de fevereiro de 2006 em DVD. O álbum foi gravado em Westfalenhallen em Dortmund, Alemanha, em 24 de novembro de 2003, durante a Dance of Death World Tour. A maior parte desse disco é composta por músicas clássicas, porém sete de suas músicas vieram dos dois últimos discos da banda, Brave New World e Dance of Death. Abaixo podem ser encontradas todas as músicas desse disco, com, entre parênteses, os respectivos álbuns de estúdio onde podem ser encontradas.

## Faixas

### Disco 1
| N.º | Título                                                             | Compositor(es)                 | Duração |  |
| 1.  | "Wildest Dreams" (do álbum Dance of Death)                         | Adrian Smith, Steve Harris     | 4:51    |  |
| 2.  | "Wrathchild" (do álbum Killers)                                    | Harris                         | 2:49    |  |
| 3.  | "Can I Play With Madness?" (do álbum Seventh Son of a Seventh Son) | Smith, Bruce Dickinson, Harris | 3:30    |  |
| 4.  | "The Trooper" (do álbum Piece of Mind)                             | Harris                         | 4:12    |  |
| 5.  | "Dance Of Death" (do álbum Dance of Death)                         | Janick Gers, Harris            | 9:23    |  |
| 6.  | "Rainmaker" (do álbum Dance of Death)                              | Dickinson, Dave Murray, Harris | 4:01    |  |
| 7.  | "Brave New World" (do álbum Brave New World)                       | Dickinson, Murray, Harris      | 6:09    |  |
| 8.  | "Paschendale" (do álbum Dance of Death)                            | Smith, Harris                  | 10:17   |  |
| 9.  | "Lord Of The Flies" (do álbum The X Factor)                        | Gers, Harris                   | 5:06    |  |

### Disco 2
| N.º            | Título                                                       | Compositor(es)           | Duração |  |
| 1.             | "No More Lies" (do álbum Dance of Death)                     | Harris                   | 7:49    |  |
| 2.             | "Hallowed Be Thy Name" (do álbum The Number of the Beast)    | Harris                   | 7:31    |  |
| 3.             | "Fear Of The Dark" (do álbum Fear of the Dark)               | Harris                   | 7:28    |  |
| 4.             | "Iron Maiden" (do álbum Iron Maiden)                         | Harris                   | 4:50    |  |
| 5.             | "Journeyman" (do álbum Dance of Death)                       | Dickinson, Smith, Harris | 7:02    |  |
| 6.             | "The Number of the Beast" (do álbum The Number of the Beast) | Harris                   | 4:57    |  |
| 7.             | "Run To The Hills" (do álbum The Number of the Beast)        | Harris                   | 4:26    |  |
| Duração total: | Duração total:                                               | Duração total:           | 94:17   |  |

## Performance comercial
| País               | Paradas musicais (2005)     | Posição |
| ------------------ | --------------------------- | ------- |
| Austria            | Ö3 Austria Top 40           | 23      |
| Belgium (Flanders) | Ultratop                    | 32      |
| Belgium (Wallonia) | Ultratop                    | 37      |
| Finland            | The Official Finnish Charts | 5       |
| France             | SNEP                        | 14      |
| Germany            | Media Control Charts        | 17      |
| Italy              | FIMI                        | 26      |
| Japan              | Oricon                      | 106     |
| Netherlands        | MegaCharts                  | 39      |
| Norway             | VG-lista                    | 12      |
| Spain              | PROMUSICAE                  | 18      |
| Sweden             | Sverigetopplistan           | 7       |
| Switzerland        | Swiss Hitparade             | 17      |
| United Kingdom     | Official Albums Chart       | 22      |

| País               | Paradas musicais (2005)     | Posição |
| ------------------ | --------------------------- | ------- |
| Australia          | ARIA Charts                 | 3       |
| Austria            | Ö3 Austria Top 10 DVD       | 4       |
| Belgium (Flanders) | Ultratop                    | 4       |
| Finland            | The Official Finnish Charts | 1       |
| Hungary            | Mahasz                      | 6       |
| Italy              | FIMI                        | 3       |
| Japan              | Oricon                      | 53      |
| Netherlands        | MegaCharts                  | 11      |
| Norway             | VG-lista                    | 1       |
| Spain              | PROMUSICAE                  | 2       |
| Switzerland        | Swiss Hitparade             | 78      |
| United Kingdom     | UK Video Charts             | 1       |
| United States      | Billboard charts            | 14      |

| Single               | Paradas musicais (2005) | Posição |
| -------------------- | ----------------------- | ------- |
| "The Trooper" (live) | Canadian Singles Chart  | 5       |
| "The Trooper" (live) | Danish Singles Chart    | 7       |
| "The Trooper" (live) | Finnish Singles Chart   | 5       |
| "The Trooper" (live) | French Singles Chart    | 100     |
| "The Trooper" (live) | Irish Singles Chart     | 16      |
| "The Trooper" (live) | Italian Singles Chart   | 8       |
| "The Trooper" (live) | Spanish Singles Chart   | 1       |
| "The Trooper" (live) | Swedish Singles Chart   | 5       |
| "The Trooper" (live) | Swiss Singles Chart     | 61      |
| "The Trooper" (live) | UK Singles Chart        | 5       |
| Single               | Paradas musicais (2005) | Posição |
| "The Trooper" (live) | Spanish Singles Chart   | 10      |

## Certificações
| Críticas profissionais | Críticas profissionais |
| Avaliações da crítica  | Avaliações da crítica  |
| Fonte                  | Avaliação              |
| ---------------------- | ---------------------- |
| allmusic               | [ 37 ]                 |
| Classic Rock (DVD)     | 9/10                   |
| Guitarist (DVD)        | [ 39 ]                 |
| Kerrang!               | 4/5                    |
| Kerrang! (DVD)         | 5/5                    |
| Q (DVD)                | [ 40 ]                 |
| Record Collector (DVD) | [ 41 ]                 |
| Terrorizer             | 7/10                   |

Álbum
| País              | Certificação | Vendas |
| ----------------- | ------------ | ------ |
| Reino Unido (BPI) | Prata        | 60,000 |

Vídeo
| País                          | Certificação | Vendas |
| ----------------------------- | ------------ | ------ |
| Austrália (ARIA)              | Ouro         | 17,500 |
| Finlândia (Musiikkituottajat) | Ouro         | 8,676  |
| França (SNEP)                 | Ouro         | 10,000 |

## Créditos
- Bruce Dickinson — vocal
- Dave Murray — guitarra
- Adrian Smith — guitarra, vocal de apoio
- Janick Gers — guitarra
- Steve Harris — baixo, vocal de apoio
- Nicko McBrain  — bateria
- Michael Kenney  — teclado